# Fluorure de cuivre(I)
Ne doit pas être confondu avec Fluorure de cuivre(II).
Le fluorure de cuivre(I), également appelé monofluorure de cuivre ou fluorure cuivreux, est un composé chimique de formule CuF. C'est un solide cristallin de structure zinc-blende (minéral sphalérite) ZnS.